# شیفت روز
شیفت روز (به انگلیسی: Day Shift) یک فیلم خون‌آشامی کمدی اکشن آمریکایی محصول سال ۲۰۲۲ به کارگردانی جی. جی. پری با هنر پیشگی: جیمی فاکس، دیو فرانکو، ناتاشا لیو بوردیزو، اسنوپ داگ، اولیور مازوچی، استیو هووی و سی اس لی است.
این فیلم در تاریخ ۱۲ اوت ۲۰۲۲ توسط نتفلیکس منتشر شد. و نقدهای متوسطی از منتقدان دریافت کرد.

## خلاصه داستان
باد جابلونسکی (جیمی فاکس) پدری است که برای فراهم کردن زندگی بهتر برای دخترش دست به هر کاری می‌زند. او نظافتچی استخر عمومی شهر است اما این شغل تنها پوششی برای شغل واقعی او است که…

## بازیگران
- جیمی فاکس … باد یابلونسکی
- دیو فرانکو … ست
- ناتاشا لیو بوردیزو … هدر
- اولیور مازوچی
- سی اس لی
- مگان گود … جوسلین
- کارلا سوزا … آدری سن فرناندو
- اسکات ادکینز
- اریک لانگه
- صهیون برادناکس
- اسنوپ داگ... جان الیوت[۳]

## تولید
فیلم‌برداری اصلی در ۱۹ آوریل ۲۰۲۱ آغاز شد و در ۲۲ اوت ۲۰۲۱ در لس آنجلس، کالیفرنیا به پایان رسید.

## بازخوردها
- در وب‌سایت جمع‌آوری نقد راتن تومیتوز بر اساس رای ۱۳۸ منتقد، دارای امتیاز ۵٫۷ از ۱۰ است.
- در متاکریتیک، که از میانگین وزنی استفاده می‌کند، بر اساس رای ۳۳ منتقد، امتیاز ۵۱ از ۱۰۰ را به فیلم اختصاص داد که نشان دهنده نقدهای «مختلط یا متوسط» است.
- در سایت نظرسنجی مردمی ای ام دی بی این فیلم بر اساس رای ۹۴٫۰۰۰ کاربر تا تاریخ ۲۵ فوریه ۲۰۲۵ این فیلم دارای امتیاز ۶٫۱ از ۱۰ می‌باشد.